# Bertha Tammelin

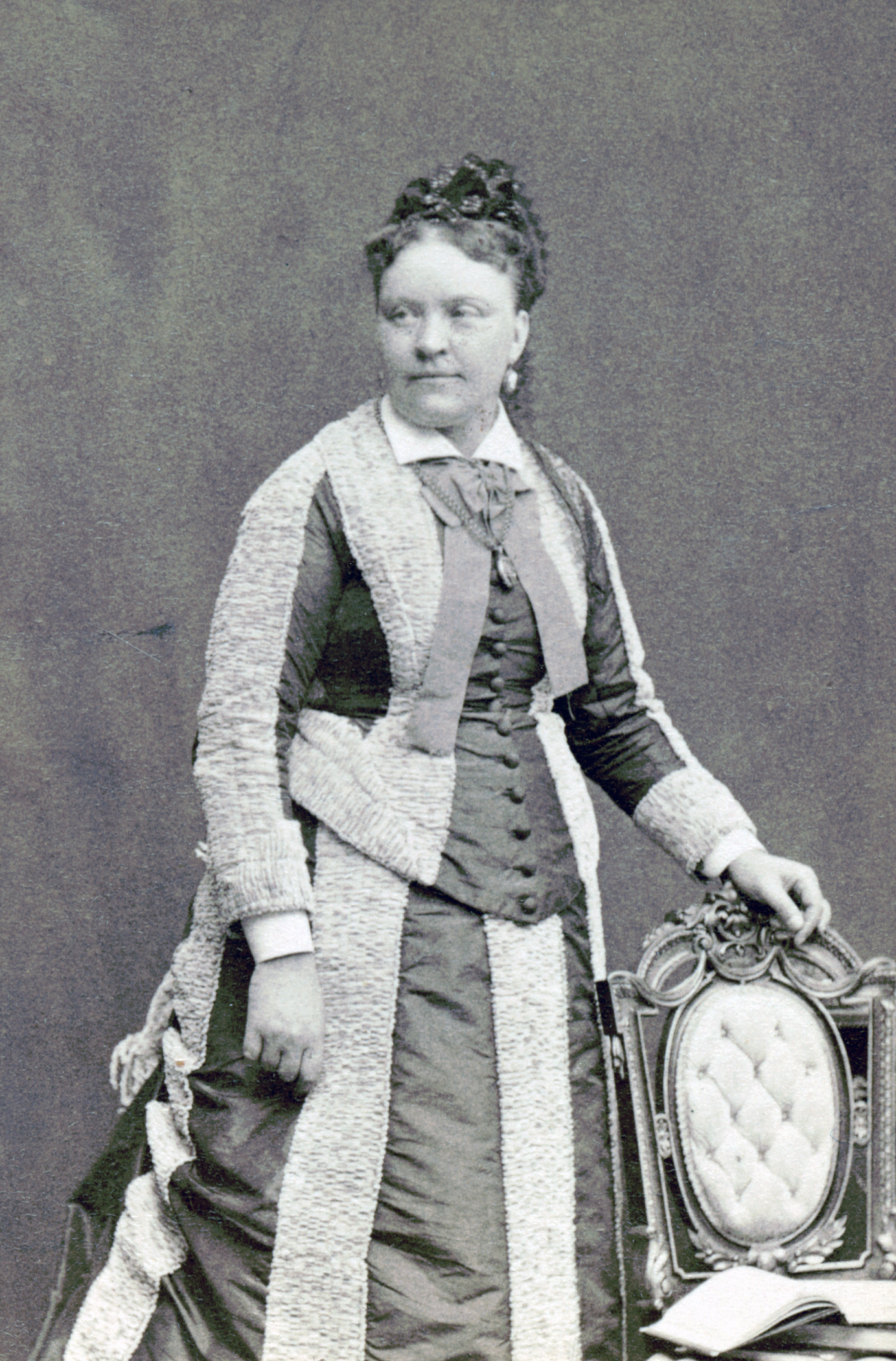
Bertha Tammelin, 1883

Bertha Carolina Mathilda Tammelin, geborene Bock (* 21. März 1836 in Stockholm; † 2. Januar 1915 ebenda), war eine schwedische Schauspielerin, Opernsängerin, Komponistin, Musikerin und Theaterpädagogin.

## Leben
Die Tochter von Carolina Bock und dem Flötistin und Hofkapellmeister Carl Friedrich Bock besuchte von 1853 bis 1855 die Dramatens elevskola und war von 1856 bis 1887 als Schauspielerin und Sängerin am Königlichen Dramatischen Theater  (Kungliga Dramatiska Teatern), wo sie in Hunderten von Sprech- und Gesangsrollen auftrat, bis sie sich aufgrund ihrer nachlassenden Sehkraft zurückziehen musste.
Ihr fehlte das Talent für Komödien, aber sie hatte ein Talent für Charakterdarstellungen. Als Sängerin hatte sie einen schönen, aber nicht sehr starken Mezzosopran. Ihre bekannteste Rolle als Schauspielerin war die „Ingrid“ in Die Hochzeit von Ulvåsa (Bröllopet på Ulvåsa) von Frans Hedberg, eine Rolle, die sie hunderte Male spielte. Als Opernsängerin war dies der „Puck“ im Oberon von Carl Maria von Weber.
Sie war auch Musikerin und Komponistin, komponierte Lieder und spielte die Musik für die Theaterstücke auf der Bühne von den Kulissen aus. Bereits 1850 war sie als Konzertpianistin aufgetreten. Zu ihren Kompositionen gehörte das Lied für die Rolle der „Genéviéve“ in Édouard Cadols Komödie  Les Inutiles („De onyttiga“), das sie Schauspielereien der „Genéviéve“, Elise Hwasser widmete. Gesungen wurde das Lied von Tammelin hinter den Kulissen.
Ab 1873 war sie mit dem Buchhalter und Dichter Filip Tammelin verheiratet.
Tammelin litt schon in jungen Jahren an einer Sehschwäche, die sich verschlimmerte, und trat am 7. März 1884 zum letzten Mal auf der Bühne auf. Ihre Pensionierung wurde als viel zu früh empfunden. 1885 wurde  wie mit dem Orden Litteris et Artibus ausgezeichnet.
Ab 1879 unterrichtete sie Gesang an der Königlich Schwedischen Musikakademie, und 1889 wurde sie Lehrerin für Deklamation und Rollentraining an der Dramatens elevskola. Sie nahm auch Privatschüler auf. Als Lehrerin unterrichtete sie eine lange Liste der Künstler der damaligen Zeit, darunter Ellen Hartman.

## Theaterrollen (Auswahl)
Im Folgenden sind exemplarische Rollen aufgeführt, die Tammelin im Laufe der Jahre am Königlichen Dramatischen Theater spielte.
1863 spielte sie unter anderem das Dienstmädchen „Lolotte“ in der Komödie En bengalisk tiger (Un tigre du Bengale von  Edouard Brisebarre), die „Nerina“, die Amme der „Hyacinthe“, in der Prosakomödie Scapins skälmstycken (Scapins Streiche von Molière) und die „Eleonor“ in Den hvitklädda qvinnan, einer Adaption von Wilkie Collins’ Die Frau in Weiß.
1875 spielte sie „Frau von Zingelburg“ in  Maria und Magdalena von Paul Lindau oder „Die alte Frau“ in Hedern och penningen (L'honneur et l'argent von François Ponsard).
1876 spielte sie im William Shakespeares Hamlet mit, die „Freiherrin Hjorthufvud“ in der Premiere der Komödie Under toffeln von Anne Charlotte Leffler und die „Märtha, fru Stens trotjänarinna“ in der Komödie Dagtingan von Frans Hedberg.